# Teorema de existencia de Peano
En matemática, en particular, en el ámbito de las ecuaciones diferenciales ordinarias, el teorema de existencia de Peano (también conocido como teorema de Peano, o teorema de Cauchy-Peano, según una denominación que hace referencia a Giuseppe Peano y Augustin Louis Cauchy), es un teorema fundamental que garantiza la existencia de soluciones para un cierto problema con valores iniciales.

## Enunciado del teorema
| Sea {\displaystyle D} un conjunto abierto contenido en {\displaystyle \mathbb {R} \times \mathbb {R} }, y {\displaystyle f\colon D\to \mathbb {R} } una función continua y considerando una ecuación diferencial ordinaria explícita de primer grado definida en {\displaystyle D}: {\displaystyle y'(x)=f\left(x,y(x)\right)} Entonces cada problema con valores iniciales para {\displaystyle f}: {\displaystyle y\left(x_{0}\right)=y_{0}} con {\displaystyle (x_{0},y_{0})\in D}, posee una solución local {\displaystyle z\colon I\to \mathbb {R} }, donde {\displaystyle I} es un entorno de {\displaystyle x_{0}} en {\displaystyle \mathbb {R} }, tal que: {\displaystyle z'(x)=f\left(x,z(x)\right)} para todos los {\displaystyle x\in I}. La solución puede no ser única, en cuanto el mismo valor inicial {\displaystyle (x_{0},y_{0})} puede dar origen a diversas soluciones {\displaystyle z}. |

## Teoremas relacionados
El teorema de Peano puede compararse con otros resultados acerca de la existencia en el mismo contexto, el teorema de Picard-Lindelöf. En el teorema de Picard–Lindelöf asume más condiciones y obtiene más conclusiones. Requiere de continuidad de Lipschitz, mientras que el teorema de Peano solo continuidad; prueba existencia y unicidad mientras que el teorema de Peano solo la existencia de soluciones. Para ilustrarlo, se considera una ecuación diferencial ordinaria:
{\displaystyle y'=\left\vert y\right\vert ^{\frac {1}{2}}} sobre el dominio {\displaystyle \left[0,1\right].}
De acuerdo al teorema de Peano, esta ecuación tiene soluciones, pero el teorema de Picard-Lindelöf no se puede utilizar ya que el lado derecho no tiene continuidad de Lipschitz en ningún entorno de 0. Así se concluye que hay existencia pero no unicidad. Entonces esta ecuación diferencial ordinaria tiene dos clases de soluciones cuando {\displaystyle y(0)=0}, estas son {\displaystyle y(x)=0} o {\displaystyle y(x)=x^{2}/4}. Esta transcición entre {\displaystyle y=0} e {\displaystyle y=(x-C)^{2}/4} puede ocurrir para cualquier C.
El teorema de existencia de Carathéodory es una generalización del teorema de existencia de Peano con condiciones más débiles para la continuidad.